# Belka tęczowa

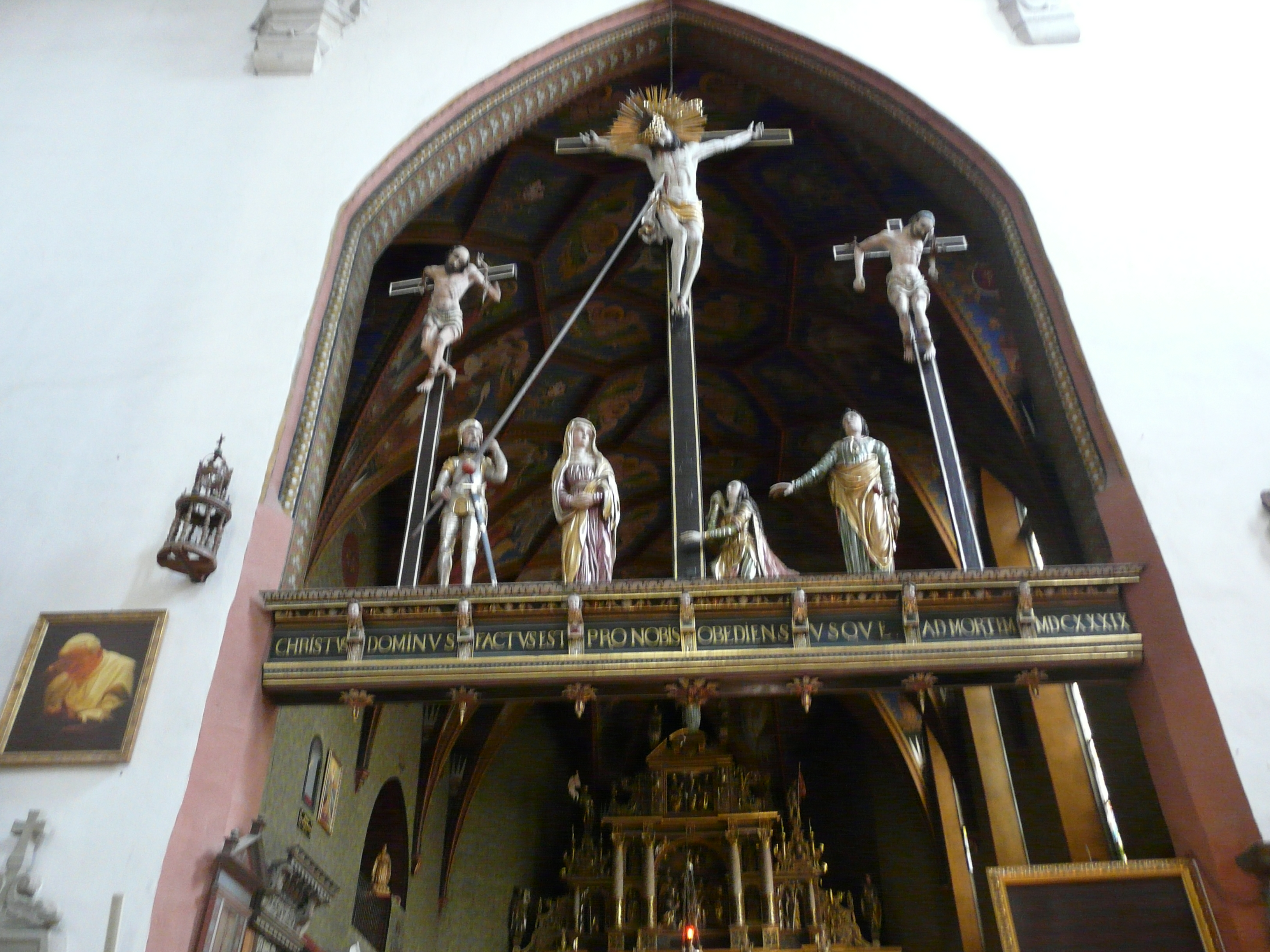
Kolegiata Bożego Ciała w Bieczu

Belka tęczowa – pozioma belka spinająca łuk tęczowy, najczęściej drewniana.
W średniowieczu umieszczano na niej grupę ukrzyżowania. Prawdopodobnie jest to nawiązanie do miejsca usytuowania ołtarza Krzyża Świętego dostawionego do lektorium, które zanikło w średniowieczu.